# Jastrzębiec strzałkowaty
Jastrzębiec strzałkowaty (Hieracium fuscocinereum Norrl.) – gatunek rośliny z rodziny astrowatych. W Polsce bardzo rzadki; podawany z kilku stanowisk położonych w pasie wyżyn.

## Morfologia
Gatunek podobny do jastrzębca leśnego, od którego różni się owłosieniem koszyczków.
ŁodygaDo 80 cm wysokości.
LiścieLiście odziomkowe liczne, eliptyczne lub jajowate, wiotkie, na ogonkach.
KwiatyZebrane w 4-15 jajowatych koszyczków długości około 10 mm, pokrytych włoskami prostymi oraz gruczołowatymi. Szypułki ogruczolone. Łuski okrywy koszyczka ustawione dachówkowato w wielu szeregach.
OwocCzarna niełupka z białym, dwurzędowym puchem kielichowym, złożonym z nierównych włosków.

## Biologia i ekologia
Bylina, hemikryptofit.  

## Ochrona
Roślina umieszczona na Czerwonej liście roślin i grzybów Polski (2006) w grupie gatunków narażonych na wyginięcie (kategoria zagrożenia: V).